# Lisa Cholodenko
Lisa Cholodenko, född 5 juni 1964 i Los Angeles, Kalifornien, är en amerikansk manusförfattare och regissör.
Cholodenko är mest känd för att ha skrivit och regisserat den flerfaldigt Oscarsnominerade filmen The Kids Are All Right (2010). Cholodenko har även regisserat för TV, bland annat avsnitt av TV-serierna Six Feet Under och The L Word. 2015 vann hon en Emmy Award för regin till miniserien Olive Kitteridge. Tre av seriens skådespelare, Frances McDormand, Richard Jenkins och Bill Murray, prisades även för sina insatser i serien.
Cholodenko lever med musikern Wendy Melvoin och tillsammans har de en son. Filmen The Kids Are All Right bygger löst på parets egna upplevelser kring att skaffa barn genom spermadonation.

## Filmografi i urval
- 1998 – High Art (manus och regi)
- 2002 – Laurel Canyon (manus och regi)
- 2004 – Cavedweller (regi)
- 2010 – The Kids Are All Right (manus och regi)
- 2014 – Olive Kitteridge (TV-serie) (regi)